# Kernkraftwerk Cernavodă
Cernavodă (rumänisch Centrala Nucleară de la Cernavodă) bei Cernavodă ist das einzige Kernkraftwerk in Rumänien. Es waren ursprünglich fünf Kraftwerksblöcke geplant, davon sind Block 1 und 2 in Betrieb. Die dort eingebauten Reaktoren sind kanadische CANDU-Reaktoren, welche Schweres Wasser als Moderator und im Primär-Kühlkreislauf verwenden. Durch die Verwendung von schwerem Wasser können die Reaktoren mit natürlichem (nicht angereichertem) Uran betrieben werden. Als Kühlwasser im sekundären bzw. tertiären Kühlkreislauf wird das Wasser der Donau bzw. des direkt angrenzenden Donau-Schwarzmeer-Kanals verwendet. Der Bau verzögerte sich – unter anderem durch den Sturz von Nicolae Ceaușescu – erheblich, wobei über etliche Jahre quasi keine Bautätigkeit festzustellen war. Noch in den 2020er Jahren gab es politische Debatten über die Vollendung der bisher unvollendeten Blöcke 3–5.

## Geschichte
Das Kernkraftwerk wurde Anfang der 1980er Jahre geplant. Nach einer Bauzeit von 14 Jahren wurde 1996 der erste Block fertiggestellt, der zweite nach 25-jähriger Bauzeit 2007. Beide Blöcke haben jeweils eine Leistung von 705,6 Megawatt. Das Kernkraftwerk liefert etwa ein Fünftel der Elektrizität des Landes. Auffällig ist die Lage der fünf Blöcke – während Block 1–4 in einer Linie stehen, ist der – nie fertig gestellte – Block 5 leicht versetzt angeordnet. Angeblich ist dies darauf zurückzuführen, dass ursprünglich nur vier Blöcke geplant waren, der Diktator Nicolae Ceaușescu jedoch in einer öffentlichen Ansprache von fünf geplanten Blöcken sprach und niemand wagte, dem „Genie der Karpaten“ zu widersprechen. Daraufhin wurde kurzerhand der Bau eines fünften Blocks begonnen, welcher jedoch nicht mehr in derselben Fluchtlinie platziert werden konnte.
Der Bau der Reaktoren 3, 4 und 5 wurde abgebrochen.
Der Name von Kraftwerk und Stadt leitet sich aus dem bulgarischen черна вода (tscherna woda) ab, was „schwarzes Wasser“ bedeutet.

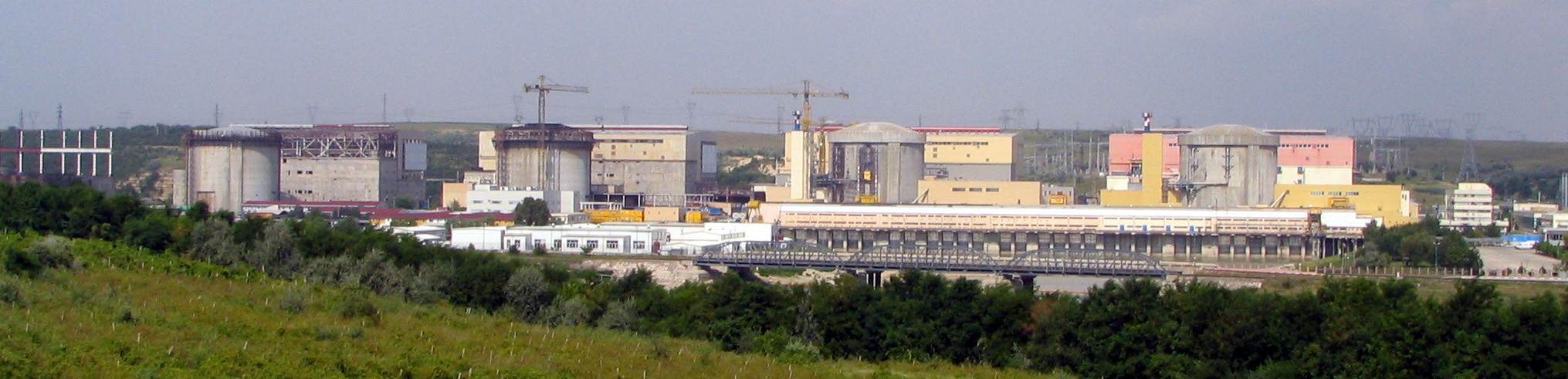
Das Kernkraftwerk. Nur Block 1 und 2 (die beiden rechten) sind derzeit in Betrieb
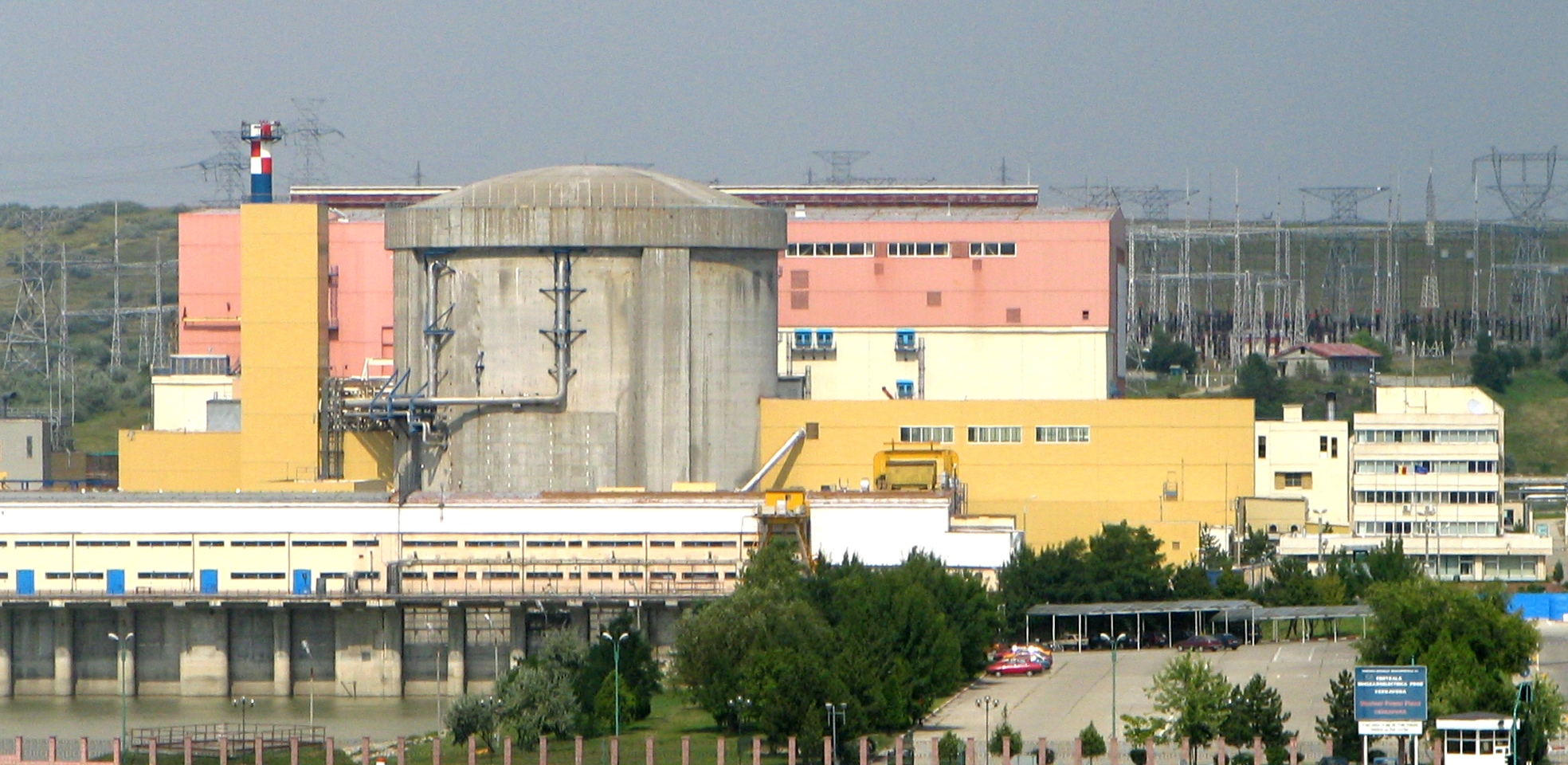
Block 1 aus der Nähe

### Ansätze zur Fertigstellung der Blöcke 3 und 4
Im März 2008 erteilte die rumänische Atomenergiebehörde einem Konsortium aus sechs internationalen Konzernen den Auftrag, für geschätzte 2,3 Milliarden Euro die Reaktoren 3 und 4 fertig zu bauen. Konsorten waren der italienische Stromkonzern Enel, die deutsche RWE (über ihre Tochter RWE Power), Electrabel (Belgien), Iberdrola (Spanien), ČEZ (Tschechien) und ArcelorMittal Romania. Am 20. November 2008 paraphierten die sechs Konzerne und die Societatea Nationala Nuclearelectrica SA eine Investitionsvereinbarung zur Gründung einer gemeinsamen Projektgesellschaft.
Im Januar 2011 teilten RWE, GDF Suez, die mittlerweile Electrabel übernommen hatte, und Iberdrola mit, wegen wirtschaftlichen und marktbedingten Unsicherheiten das Projekt Cernavodă nicht weiter zu verfolgen. RWE betonte, dass nicht die technische Qualität des neuen Kraftwerks, sondern ausschließlich die Folgen der Finanzkrise den Konzern die notwendigen Investitionen in Frage stellen lassen.
2015 unterzeichneten Nuclearelectrica und die China General Nuclear Power Group eine Absichtserklärung, die Reaktoren 3 und 4 für geschätzte 6,5 Milliarden Euro zu entwickeln. Im Januar 2020 gab Premierminister Ludovic Orban bekannt, die Vereinbarung mit der China General Nuclear Power Group aufkündigen zu wollen.
Im Jahr 2021 veröffentlichte die rumänische Regierung Pläne, bis 2031 zwei neue CANDU-Reaktoren mit einer Kapazität von jeweils 675 MW ans Netz zu bringen und die bestehenden Blöcke für eine dreißigjährige Laufzeitverlängerung zu ertüchtigen.

### Aufgabe von Block 5
Die Fertigstellung von Block 5 wurde laut der IAEO am 11. März 2014 endgültig verworfen.

### Aktuelle Umbau- und Erweiterungspläne
Im Oktober 2020 vereinbarte das rumänische Energieministerium mit der US-amerikanischen Export-Import-Bank eine Finanzierung über USD 8 Mrd. für den Umbau von Block 1 und die Fertigstellung der Blöcke 3 und 4. Mit der Modernisierung des Blocks 1 wurde das kanadische Nukleartechnikunternehmen Laurentis Energy Partners beauftragt. Die Betrieb der beiden Reaktoren ist für 2030 bzw. 2031 geplant.
Im Juli 2024 erteilte die EU-Kommission eine positive Stellungnahme zur Fertigstellung der Blöcke 3 und 4.

## Daten der Reaktorblöcke
Das Kernkraftwerk Cernavodă hat zwei in Betrieb befindliche Blöcke:
| Reaktorblock | Reaktortyp    | Netto- leistung | Brutto- leistung | Baubeginn  | Netzsyn- chronisation | Kommer- zieller Betrieb | Abschaltung                                          |
| ------------ | ------------- | --------------- | ---------------- | ---------- | --------------------- | ----------------------- | ---------------------------------------------------- |
| Cernavodă-1  | CANDU-6       | 650 MW          | 706 MW           | 01.07.1982 | 11.07.1996            | 02.12.1996              |                                                      |
| Cernavodă-2  | CANDU-6       | 650 MW          | 706 MW           | 01.07.1983 | 07.08.2007            | 31.10.2007              |                                                      |
| Cernavodă-3  | CANDU-Reaktor | 650 MW          | 706 MW           | 09.02.1984 | –                     | –                       | Baustopp 01.12.1990                                  |
| Cernavodă-4  | CANDU-Reaktor | 650 MW          | 706 MW           | 15.08.1985 | –                     | –                       | Baustopp 01.12.1990                                  |
| Cernavodă-5  | CANDU-Reaktor | 650 MW          | 706 MW           | 12.05.1987 | –                     | –                       | Baustopp 01.12.1990, endgültig aufgegeben 11.03.2014 |